# Bình Thuận, Văn Chấn
Bình Thuận là một xã thuộc huyện Văn Chấn, tỉnh Yên Bái, Việt Nam.
Xã Bình Thuận có diện tích 55,52 km², dân số năm 2019 là 5.507 người, mật độ dân số đạt 99 người/km².